# 軍事戰略
克劳塞维茨將戰略定義為「如何使用戰爭手段以達成戰爭目的的學問」；李德哈特定義為「使用以及分配軍事工具以達成政策目標的藝術」。以現代用法而言，戰略分為多種層次，傳統的戰略指軍事戰略（Military Strategy），亦即是戰爭的前置規劃、軍事行動的詳細計畫，武力的運動與處置等等。而加上了政治層面，亦即戰爭的指導，則被稱之為大戰略（grand Strategy），此外還有包含經濟、心理各層面的總體戰略（Total Strategy）、野戰戰略（Operational Art）、戰術（Tactics）等較為低層面的說法，但大體來說戰略指的是具有「總體性」的規劃。

## 戰略的定義

### 戰略本身的含義
凡事必定先有一個觀念，而後才有名詞加以解釋。自有人類以來，鬥爭行為似乎就難以避免，而這隨著人類智能的演進，鬥智成為鬥力外的重要角色，也就是說戰略發源自智，這就是最原始的戰略概念。傳統的戰略定義為軍事導向，但實際上戰略的觀念要比戰略的名詞等更早產生，古代戰爭中更無戰略與戰術之分野。古代之君主、將軍本身就有絕對的支配性質，在古代談論戰略常常等同於談論政策，而現代所謂的戰術，在古代跟戰略之間的差異性也沒有那麼巨大，這也表示了戰略本身沒有絕對的固定意義，代表戰略一詞其實是指稱一種觀念。

### 戰略一詞的定義
戰略或策略（Strategy）的名詞意義很難定論，而從其古希臘語（Stratos），表示其為軍隊之義，從這又可以延伸出詭計之意的原文（Strategama），換言之戰略最初是根於軍隊與計謀的一種規劃。但若從希臘人的習慣，則有戰術的類似詞語描述行軍作戰，所以其真正的原意實在很難做定論。西方歷史上的戰略家，也多半將戰略一詞運用在作戰層面上，所以比較符合實際定義的，似乎是以軍事作戰層面之計畫總稱較為適合。
但從中國的角度來看，孫子兵法提到「夫為戰而廟算勝者，得算多也；為戰而廟算不勝者，得算少也」，這表示戰略本身並不限定於軍事上，在古代就已經涉入了政治層面，而這是因為古代的國君實際上就是武裝集團領導。
綜觀歷史的全貌，戰略之意義隨著時代有所改變。今日在習慣上將戰略一詞等同軍事戰略，將軍事戰略包含政治層面後統稱大戰略（Grand Strategy），也有人稱之為國家戰略、總體戰略，這些都是一種習慣性的用法，常常根據不同的戰略家、戰史家，而有各自不同的定義。但戰略一詞的定義，各家學說的共通性就在其所代表的全面性意義。

## 戰略的理論
戰略的理論繁多，原因多半是偉大的征服者通常只有留下偉大的足跡可供憑弔，如亞歷山大大帝征服了全世界，卻沒有留下隻字片語，使得研究者各說各話。又或者是著書者文筆不佳，如克勞塞維茲之理論以深奧難解著稱，使其理論若不是被誤解就是被誤用，就算其信徒也陷入各自解釋的窘境。但綜整各家學說與理論，還是可以大略瞭解戰略理論通常有幾種趨向，而這又跟作者本身的學經歷有很大的關係。
一般說來，戰略理論的研究方向可以分為兩大類，一類是研究什麼是戰爭的理論，另一種則是研究如何打贏戰爭的理論。克勞塞維茲的戰爭論可以說是古往今來第一個解釋「什麼是戰爭」的書籍。同一時期的約米尼所著之戰爭藝術，內容偏重於戰爭的獲勝原則。

## 戰略的原理

### 常見的戰略原則
很多戰略家都嘗試將成功的戰略濃縮成一些原理，例如：孫子在《孫子兵法》定義了13個原理，而拿破崙列出了115條準則。
以下是最普遍的戰略原理：
1. 目標 -- 選擇有決定性的目標
2. 指揮 -- 統一而簡單的指揮方針
3. 進攻 -- 進攻才可獲得勝利
4. 合作 -- 統籌各單位及資源
5. 主動 -- 向敵人採取主動
6. 集中 -- 善用部署調動，以眾擊寡
7. 節約 -- 減少時間、人手及資源的浪費
8. 運動 -- 適當地使用速度，令敵人無法掌握
9. 奇襲 -- 利用欺騙、速度及創意突襲敵人
10. 保密 -- 戰略要保密，以防範敵人預早反應
11. 彈性 -- 保持彈性以迎接不同情況的變化
12. 簡單 -- 戰略計劃愈簡單愈好
13. 士氣 -- 時時刻刻保持高昂士氣

一直以來，先進的戰爭技術發展亦無損這些戰略原理的用處。一部份戰略家認為緊緊地遵守這些基本原因可以保證勝利，但亦有一些戰略家認為戰爭是不可預測的，所以要靈活地制定戰略。

### 戰略的基本原理概念
戰略原理時至今天仍沒有一套完備的標準，這是因為其牽涉的影響因子太多，而其行動與說是計畫不如說是直覺。孫子兵法簡單明瞭卻過於廣泛；比羅的幾何戰略過度詳細的原理解釋，又僵化沒有適應性而失去其價值。
各家學說很難將之綜整的理由，並不是在於其原則南轅北轍，而是因為其牽涉的影響因子太多，所以不同的戰略家有不同的思想方向，也就會延伸出不一樣的戰略原則。用最簡單的分類法，那麼可以歸納出兩點。
1. 思考 -- 對自己的實力與對手的實力、意圖做出判斷
2. 行動 -- 根據判斷的結果，做出最適合的行動

從行動中可以帶出思考，思考包含了情報收集、部隊調動、後勤補給等諸多項目的判斷。總體來說，思考與行動在實際戰場上是無時無刻不在變換，這也就是戰略原則極難歸納的理由。

## 戰略的基礎

### 戰略的基礎觀念
「人皆知我所以勝之形，而莫知吾所以制勝之形。故其戰勝不復，而應形於無窮。」（《孫子兵法》）
戰略與戰術密切相關。兩者都處理距離，時間與力量。但是戰略的尺度較大，而戰術的尺度較小。本來戰略統治戰前準備，而戰術控制戰時執行。但是在20世紀，如此的分別已經模糊。
基本上戰略只處理軍事事務。在原始社會，政治領袖與軍事領袖往往是同一人。即使不是，兩者之間的溝通也很緊密。但是隨著軍事專業化，政治與軍事的分別越來越大。另一方面，政治統治軍事的觀念出現，因而出現了所謂「大戰略」，這包括整個國家在戰爭中的資源分配。在大戰略的架構下，屬於軍事的領域被縮小為軍事行動戰略：大型軍事部隊（如師或軍團）的計畫與控制。但是在更後期，隨著軍隊的擴大，通訊與控制科技的進步，「軍事戰略」與「大戰略」之間的差異又縮小了。
大戰略的基礎是外交。國家能透過外交結盟或迫使另一國服從，進而不戰而勝。大戰略的另一要素是戰後和平的管理。正如克勞塞維茨所指明，一個成功的戰略可以是達到目標的手段，但戰略本身並不是目標。歷史上有無數的例子證明，在戰場上的成功並不保證長久的和平與安全。
戰略與戰術都必須隨科技的進步而演進。但成功的戰略往往比武器或設備維持得更久。第一次世界大戰中，盟軍就利用拿破崙時代的全體攻擊戰略，但敵不過以戰濠、機鎗與鐵絲網所組成的防守力量。同樣地，在第二次世界大戰，法國利用第一次世界大戰的經驗採用純防守戰略，築成「無法侵入」的馬其諾防線，但後來完全被德國的「閃擊戰」摧毀。

### 戰略的基礎思維
戰略的基礎發源在於戰爭爆發之前，而其初步則為情報蒐集，換言之戰略的基礎就在於和平時期的戰略規劃，克勞塞維茲指出戰略為達到戰鬥目的的理論，亦即使用軍事手段達成政策目標，李德哈特則指出「戰略為分配及使用軍事工具以達到政策的藝術」。歸納各家學說，可以得到戰略的基礎是政策指導，若用共產主義的想法，和平時期是一種靜止的戰爭，那麼和平時期的一切準備就是為了下一場戰爭。所以和平時期的政策指導，包括假想敵設立、預設何者為盟友，以及國家整體包括經濟、外交乃至於教育等等各項方針，就是戰略基礎。一切的戰略規劃，莫不以此萌發。
整體來說，戰略之基礎並非決勝於戰場上或是戰場的經營與管理，當吳國起用孫武為將軍，就等於決定了其建軍整備方向，於是吳國的強大就被決定了；當魏王聽從吳子「內修文德、外治武備」起，魏國的興起就勢所難免。並不是孫吳二人有其精妙獨到之處，而是要其他同時代的國家，並無孫吳同等質量齊觀的思想。

## 戰略發展

### 早期戰略
戰略原理最早可以追溯到公元前500年的《孫子兵法》及斯巴達思想，亞歷山大、漢尼拔、凱撒及秦始皇的戰役中亦顯示他們對戰略計劃的運用。馬漢在《制海權》的序中，描述羅馬人如何使用制海權將漢尼拔與迦太基的通訊中斷，以及將漢尼拔逐出意大利。
馬基維利於1520年撰寫的戰爭藝術（Dell'arte della guerra）描述在大戰略中，政治與軍事之間的關係。在三十年戰爭中，瑞典的古斯塔夫二世展現有效利用作戰戰略就可以得到戰爭的勝利。
一直到了十八世紀，才有戰略的嚴謹研究。在七年戰爭（1756-1763）中，腓特烈大帝運用「消耗戰略」來保存自己的軍隊及阻止敵人的進攻。腓特烈大帝利用普魯士中央位置的優勢，使他的軍隊可以快速而且集中地調動，去迎擊來自法國、奧地利、俄羅斯及瑞典的威脅。若果無法打敗對手，亦可以拖延至達成外交解決方案。腓特烈大帝的成功導致人們對「幾何戰略」的研究，「幾何戰略」的重點在於運動線、對地形的了解及佔據有利位置的戰略。

#### 太公至孫子的戰略思想
戰略觀念跟隨著人類的歷史演進不斷變化，東方戰略思想最早可以追溯到商周的戰爭，周滅商的戰略構想大致上為聯合諸侯、厚植國力，待商對東夷用兵之時，周武王大舉進兵，一舉擊潰商朝迎擊部隊。奠定基礎的乃是姜太公，但商周大戰後的功臣則為周公，為了安撫商朝遺民，封武庚於殷，並設立三監加以監視。這其中的戰略思想，就已經包括戰略情報的收集（瞭解商朝主力正在東方，朝中空虛），還有周公於戰後的政治措施，這表示西周的戰略並不單是擊潰殷商那麼單純。此後光從周公制訂的各種禮樂規範，保住西周數百年的江山，就可知道周公身兼政略家與戰略家。
春秋諸侯爭霸，首推管仲輔佐齊桓公，具體政策為富國強兵，以強大的兵力為後盾，進行其霸天下諸侯的意圖，但其中心思想是「尊王攘夷」，亦即尊重周王室的地位，合力對抗侵略的外敵，以武力為後盾，儘量用外交手段解決紛爭。最大的成就為使當時的楚國接受齊國的霸權領導，未使用任何軍事手段即達成其戰略目的。這表示戰略思想本身並不限於直接的武力實行，備而不用的嚇阻性力量也是一種戰爭手段。
孫子兵法十三篇（現為曹註）包羅萬象，但大體上為「知」的重視，以始計篇廟算「校之以計而索其情」開始，到用間篇強調情報之重要，在在表示其重視「先知」的重要性。

#### 希臘時代的戰略思想
西方早期戰略要從希臘開始談起，從波希戰爭雅典以海軍決勝，至帕羅奔尼薩戰爭之斯巴達與雅典爭霸，結束於亞歷山大的大業，歷史上並沒有留下偉大的戰略思想著作，但是從史料中可以發覺西方先期戰略的一些特性。
波希戰爭中，雅典認知到波斯的弱點在於補給，於是在馬拉松之後新建造戰船以待波斯的二次進犯。波斯的第二次進攻在陸上取得優勢，但是海軍卻遭到雅典的打擊，無法保護海上補給線，遂使得陸上的進軍愈發不可能，希臘的勝利取決於對海軍的重視。
帕羅奔尼薩戰爭則凸顯陸權與海權的爭執，起初雅典的伯里克利消耗戰略，是絕不在陸上與斯巴達決戰，伯里克利深知斯巴達軍隊的強大，所以絕不求戰，和斯巴達比耐力。雖然這獲得極大的成功，但在其之後暴露雅典民主的缺點，主動出擊在陸地上無法取得優勢，西西里的遠征更是可怕的失敗，直到雅典海軍被斯巴達毀滅後，才決定希臘的霸主。
亞歷山大崛起於馬其頓，亞歷山大本身師事過亞里斯多德，本身是否有實行其師的想法不得而知。其戰略特色可以從其進軍方向得到大致的輪廓，在擊敗大流士軍隊後並未直擣其帝國腹地，而是逐一攻佔地中海沿岸城市與海軍基地，這表示其認知海軍補給線為其生命線的思考，而進入埃及則有從外圍剪除波斯的意圖，接著毀滅大流士再組織的軍隊，直趨巴比倫結束波斯的統治。另一方面，亞歷山大鼓吹聯姻，可以知道亞歷山大本身多少瞭解到原本的波斯帝國其實也是多民族紛雜的國家，武力的直接統治其後果可能一如大流士，一次的失敗就導致帝國的覆滅。
整體而論希臘時代的戰略構想，可以發現其海權色彩濃厚，這也反映愛琴海圍繞希臘，地理環境對於其現實與思想的啟發與限制。

#### 秦國的戰略思想
秦國的戰略思想，需要從秦吞六國開始談起，自從商鞅變法後秦國開始強盛，提供絕佳的國力條件，加上秦的地理優勢，使得秦有良好的先天條件。張儀的連橫，以及范睢的遠交近攻，是反映出秦國逐漸強大後，對於東方六國的反應的一種對策。秦的戰略思想，從為相者多為客卿即可知道，秦王並沒有國籍上的排斥，其次是以開墾的方式蠶食三晉，利用各種優惠辦法誘使三晉百姓前往秦國土地或是新得土地開墾，秦國的原居民則可以擔任軍事力量的主幹，這有點類似斯巴達農奴的作法，卻使得秦國的實際戰鬥力大為提高。
但不能就此認為秦國的軍兵有超人的能力，只能說是秦軍的戰力較為優秀，即使如此，長平之戰秦國仍需要進行總動員，全國十五歲以上之男子全投入戰場，健婦擔任其後勤補給運輸任務，僵持多年才由白起大敗趙軍，並使用很徹底的毀滅方法，將趙國降卒全部坑殺，使得趙國不僅失去野戰軍，更失去數十萬農民的經濟基礎。總體來說，秦國的戰略是極具有效率，非常目的導向的作法，之後更北伐匈奴、連貫長城、修築馳道，這表示秦始皇有其長遠的戰略思想。但是這是一種純粹建築在武力與效率上的戰略，一旦缺乏強有力的執行者，整體戰略就會變成空洞無法推行，對下缺乏彈性，無法得到六國遺民支持，這是其戰略失策。

#### 羅馬與迦太基的戰略思想
羅馬與迦太基的戰略思想，是陸權與海權的對抗，是性格的對抗。
從雙方的個性來說，羅馬有自認高人一等的貴族特性，迦太基則是有精於計算的商人特性，從爭奪西西里島的過程中即可看出端倪。羅馬唯一陸地強權，從未有過大規模海上作戰經驗，迦太基縱橫地中海已久，海軍經驗豐富，羅馬屢敗屢戰，不斷重建其艦隊，元老院元老甚至以捐出家產的行動來建造海軍，相對於迦太基凡事錙銖必較，動輒內部政治鬥爭牽連前線將領，甚至是援軍糧草不發。個性上的差異似乎已經解釋成敗主因。
從雙方的戰略規劃，可以看出兩國之間的戰略想法有很大的不同，迦太基為海權國家，以貿易經濟為主，西西里島的爭執是一種港口、中繼站的爭執，對羅馬來說，土地是極為重要的資產，西西里島的爭奪是一種生存上的競爭。這也是羅馬可以不計成果，擊敗迦太基海軍，連同海權地位一同取得的原因。
羅馬與迦太基的三次戰爭，又以第二次布匿戰爭為最，最出名的就是漢尼拔與大西庇阿兩人。漢尼拔的父親為第一次布匿戰爭西西里島的指揮官，這次失敗帶給漢尼拔四兄弟很大的衝擊，其最大的收穫就是其家族轉赴西班牙，獲取穩固的基地，這讓漢尼拔對羅馬的戰爭取得很大的優勢。漢尼拔進軍永遠迂迴並趕在羅馬軍隊之前，並穿越阿爾卑斯山，直接進入義大利平原，在坎尼會戰後更使得羅馬一度陷入極大的危機。但是漢尼拔採取一種間接路線，打擊羅馬的經濟基礎以及其盟邦的信心。與之對抗的是費賓提出的消耗戰略，羅馬軍隊永遠跟著漢尼拔但不予交戰，使漢尼拔無法獲取勝利的威信，用時間拖垮漢尼拔的軍隊。這裡可以看出消耗戰略實是雙面刃，對漢尼拔來說沒有決定性的戰役，飽受國內批評不得援助，對羅馬來說，戰爭在自家門前開打卻無法驅逐侵略者，精神與經濟的壓力也快將羅馬壓垮。
結束布涅戰爭的是大西庇阿，他的戰略構想學習自漢尼拔，戰略上不與漢尼拔在義大利較量，他遠征並成功的奪取西班牙。接著並直接攻向北非，直取迦太基城，迫使迦太基召回漢尼拔，最終在查瑪被大西庇阿所擊敗。在此可以觀察一下雙方的戰術，漢尼拔本身的優勢在於其優越的騎兵，而騎兵來源為非洲努比亞，當大西庇阿在非洲征戰的時候，也扶植親羅馬的努比亞國王，獲得珍貴的騎兵來源，而漢尼拔回師北非的時候，在渡海前被迫殺害馬匹，更大大影響實力，在查瑪會戰中西庇阿就以漢尼拔的戰術擊敗漢尼拔。這也說明戰略其實並不是純然的思想對抗，資源對抗也是相當重要的一環，西班牙短劍以優質著稱，努比亞騎兵更是威名遠播，漢尼拔與大西庇阿都先後獲得資源上的優勢之後取得勝利。

### 中期戰略
歷經戰略的早期，在西方的羅馬帝國已經崩潰，拜占庭多維持一千年，而在東方漢帝國四百年的歷史也劃下終點，外族相繼入侵建立霸業。無論東西方此時都面臨思想上的極大衝擊，原本應當是穩固的世界一夕轉變，有人要接受外族統治，有人被迫離開家園，在亂世中一個國家接著一個建立，又一個接一個倒下。時局紛亂，人心中總有寄託，也總有人挺身而出。
西方的黑暗時代，基督教提供道德上的標準；東方的魏晉南北朝則有追求玄學，講求世家門閥的習慣產生。這是一種希望世界平衡的心態，只是追尋的標準不同，目前沒有定論可以指出這段時期，是否帶來現代世界文明的差異，但不可否認的是，戰略名家仍不斷輩出。
東漢末年有曹操、諸葛亮，直至隋唐時期有唐太宗李世民與李靖；拜占庭帝國出現不世名將貝利撒留，直至文藝復興時代的思想家馬基維利。

#### 三國鼎立至唐朝的建立
諸葛亮，在陳壽三國志的評語為「亮長於政事」，表達諸葛亮較擅長大戰略，最著名的為隆中對與出師表。隆中對表達劉備可以圖謀之處在荊益兩州，並不可與曹操爭鋒，且要聯合江東孫吳互為犄角，以待天下有變始採取行動。這是一張完全無時間表的長程計畫，但清楚點出劉備的優缺點，分析曹操的優勢，這是典型的大戰略規劃。出師表則更加清楚說明諸葛亮以攻為守的目的，即點出有經驗的精銳人員不斷耗損，以蜀一州之地要跟曹操所掌六州相比，持久戰無異是坐以待斃。從曹操與諸葛亮身上可以看出戰略規劃者的基本條件，也可以看出軍事戰略與大戰略的差異。
魏晉南北朝其間，雖歷經三百餘年，但卻無一戰略名家，唯一可以稱得上決定性會戰的只有淝水一戰，但是這場勝利與其說是雙方的戰略構想優秀，不如說是單純的運氣使然，謝玄跟苻堅都沒有傑出的戰略表現。其中原因極可能是因為戰略不受重視，遂使得戰略思想上無所積極性可言，也自然產生不了戰略思想。
隋朝的建立，隋文帝楊堅與其說是其能力超卓，不如說是其勢已水到渠成，得來全不費功夫，南朝武功不振，不能說明楊堅是否真有其戰略能力。反倒是隋煬帝楊廣修築大運河，並且建築東都加速東部的開發，實具有大戰略的意義，只是其本人好大喜功，遠征高麗數度未果更是勞民傷財，若非如此，其功業可能不僅於此。
真正打下唐朝天下的為唐太宗李世民，與唐太宗可相互應對的則是李衛公李靖，在武經七書之一的「唐太宗李衛公問對」一書中，可以充分顯示兩人之戰略思想。唐太宗實事求是，講求求證過程與證據，並認為孫子兵法十三篇不出「虛實」二字，太宗本人也在蕩平群雄的過程中充分顯現此點。李靖本身在與東突厥的戰爭中為總領，並屢出奇兵生擒東突厥可汗，功業不待多言，「問對」中與唐太宗的對答，可以綜整兩人對於孫子兵法的認知為掌握主動權，其中李靖更對其戰略思想下了很精要的總結，「一曰道，二曰天地，三曰將法」，亦即一等為天命，二等為戰略環境，三等為任用賢良。
這對於建立唐朝數百年基業兩人的大戰略思考中最值一提即「天可汗」體系，這很類似所謂的霸權穩定論，此體系維持百年，對於唐朝的穩定極有貢獻。

#### 黑暗時代的停滯

##### 拜占廷帝國
雖然東羅馬帝國（拜占廷帝國）多存活千年，但實際上歐洲已經陷入分崩離析的局面。君士坦丁堡位居歐亞要衝，政經地位極為重要，而且城堡本身極具防禦能力，歷經千年才敗在土耳其人手下。這種戰略性的前置部署可以說是東羅馬帝國可以延續多年的主因，有一個極具重要性的都城在，那麼即使被敵人侵入或是吞併領土，依然可以有本錢從頭來過，而且作為精神象徵也是有重要性的。
查士丁尼一世時期，拜占廷試著要「收復」羅馬帝國的領土，派出年輕的將領貝利撒留，貝利撒留知道的人不多，現在知道的人更少，但若知道他僅憑手中萬餘人兵力，就可以抵擋波斯大軍的入侵，在北非驅逐汪達爾人，在義大利取回羅馬，並打敗東哥德人，十分明顯的他擁有卓越的領導能力。貝利撒留的戰略構想建築在他有堅強的重騎兵以及優良的弩，而且他深知擴張戰果、打擊敵人心理的重要性，而且由於他面對的敵人常常數倍於他，所以敵方也就有一種輕視其弱小兵力的趨向，這往往造成災難的後果。其攻勢防禦的構想，跟孫子有許多暗合之處，尤其在義大利的作戰尤其卓越，把「攻其所必救」的道理發揮的淋漓盡致，而且每當獲取勝利，總是將機動兵力持續打擊在敵人的背後，使他的對手感受到一種恐懼感，而當貝利撒留戰無不勝的威名傳開，更讓他的敵人多了一種莫名的恐懼。但也就因為功高震主，所以他才必須用弱勢兵力持續作戰，因為查士丁尼也很害怕會依照前例，某人就在羅馬自立為帝。
這種戰略性的勝利由於國力的極限而不可持久，畢竟西羅馬帝國的衰敗並不是一朝一夕，所以重建羅馬帝國也就不可能是拜占廷可以做的到的，尤其當獲取的土地越多，所需的兵力也越大，耗損的國力也越兇。摩里士皇帝就是採取守成的作法，建立很像現代陸軍體制的拜占廷軍隊，更重要的是海權的確立，一如波希戰爭一樣，在沒有制海權下要進犯君士坦丁堡是一件難事。
綜觀拜占廷的興衰，從戰略上可以看出幾項優點：
- 優良的軍事教育水準
- 彈性的軍制與防禦概念
- 綿密的外交與情報收集
- 技術上的優勢

毛理斯的著作《戰略》（Στρατηγικόν），直到19世紀仍然被用於教育軍官，顯示其高度的軍事水準。各省區與都城的共同防禦有彈性又不缺乏韌性。情報工作的優良，使得拜占廷帝國往往可以運用外交手段消弭無形的戰爭。包括像是希臘火在內，弓弩裝甲都有較敵人優值的水準。這些都是保持千年帝國興盛的原因，而敗因則有幾項：
- 君主繼承缺乏制度
- 多位好大喜功的皇帝
- 海權與貿易的惡性循環

拜占廷就如同羅馬帝國一樣，皇帝的繼承沒有制度，所以常常造成宮廷鬥爭，徒然消耗國力。毛理斯皇帝建立持盈保泰的戰略思想，但也不乏好大喜功的皇帝，對外征戰看似開疆闢土，實則耗損國力。海軍需要有經驗的船員，這些船員也可以是商船的船員，可知道一旦海軍出了問題，就會造成商船人手的不足，這又會影響經濟表現，進而降低海軍素質，海軍更不能保護貿易路線，形成惡性循環不止。
這些問題早在拜占廷建立兩三百年就出現，但仍然延續七百年以上的國祚，這也證明時代的洪流雖無法逆轉，但人為的力量仍然可以使其轉向達千年之久。

##### 中世紀
中世紀的西方，戰略思想可以說毫無進展，這當然有許多原因，基督教保存西方思想的精神，但這種重視信仰的年代，是注重穩定多於及展。再者後來黑死病幾乎消除四分之一的歐洲人口。這個年代的戰略思想可以說是圍繞在經濟條件與技術水準上。
名義上的國王當然想要擴張王權，但封建貴族也不會輕易讓出其特權，加上經濟條件與環境，形成城堡的莊園體系，使得每一個地方諸侯實與國王無異，更惡劣的是後勤環境，歐洲此時森林遍佈，要集結大量的騎士很困難，要讓集合好的騎士進軍更困難，要遇到願意打一仗的敵手難上加難，反正城堡堅不可摧，食物夠吃一年半載，通常是圍城的先餓死，所以不用擔心戰爭。這種防禦優勢直到火砲出現才改變，火砲也讓國王擁有可以掃除地方貴族抵抗的能力。
不過中世紀真正值得探討的是其整體環境，中國周朝已有封建制度，但封建制度是由上而下，為了方便天子統治天下發展的，歐洲的封建制度則是因為中央體系崩潰，地方自行建立起的狀況，這時則提供文藝復興的重要條件。此時真正在發光發熱的是阿拉伯世界，他們向西進佔西班牙半島，在東邊消滅千年帝國，大軍直逼維也納，其數學天文等成就也非西歐可及，但阿拉伯也很快陷入統一帝國的停滯困境，相對的西歐封建體系，則從下而上種下知識與進步的種子。

### 成吉思汗與蒙古
蒙古的興起源自成吉思汗統一各部族開始，原本大草原上有許多大小部落，成吉思汗逐步的將之統一起來，以嚴格的軍事組織組成所向披靡的武力，但與其說蒙古是完全侵略性的民族，天性就是要征服他人，這就有點武斷，游牧民族的生活方式向來是逐水草而居。而事實上成吉思汗統一蒙古後，很快的就跟金國產生衝突，蒙古無法拿下金國的重要大城，但在野戰上有絕對性的優勢，跟金的衝突並沒有決定性的影響，因為這時蒙古已經成為大國，不能再事事用部落的心態作外交。首先成吉思汗想打通的就是對西方的貿易，但當時的花剌子模並不把蒙古放在眼裡，屈辱的對待加上蒙古使節的遇襲，蒙古無法吞下這口氣，就決定向西進軍的原則。這時候蒙古也跟西夏以及金國要求共同出兵與後勤支援，但沒有得到回應，顯然客觀上來說花剌子模的國力要遠高於蒙古。但蒙古在戰場上的表現所向披靡，花剌子模的軍隊完全不是對手，在撒瑪爾汗等大城被攻下後，花剌子模本身的弱點就暴露出來，加上蒙古新招募的工匠可以製作攻城武器，花剌子模的滅亡就不可避免。當成吉思汗回師蒙古，並未忘記當初未予支援的金國與西夏，這兩個國家遂在之後一一亡於蒙古之手。同時成吉思汗派出的兩大將領速不臺、哲別一路攻進俄羅斯平原，最遠抵達維也納郊外，引起歐洲莫大的恐慌。
蒙古的武力並不是建築在表面上的強大，蒙古人數不足百萬，要統治廣大的歐亞大陸是不可能的，但蒙古的制度卻保障這一種統治方法，這才是蒙古戰略運用的最高手腕。蒙古招募新兵，並不會依照其族裔有差別待遇，只要願意投靠蒙古，其待遇蒙古本族人完全一樣，後來也不少高階將領是出身異族，這些人並沒有嚴重的族群意識，視蒙古為大敵抵死不從。其次，蒙古取代的是一地的王室與貴族階級，只要中下層民眾不與反抗，合作者一樣可以獲得優厚的待遇，例如優秀的工匠都會被蒙古軍隊錄用，從其能製作攻城器具，以及蒙古後來對金用兵的結果，當成吉思汗擊敗花剌子模的時候，也就等於吸納整個西方大國的資源。蒙古的統治是純粹軍事性質，換言之無論是政治制度與宗教觀念，蒙古都不排斥，到後來各大汗國都接受當地的宗教，也成為各地的王公貴族，跟被打敗的舊貴族相比其實沒有太大差別，而且其公正的處事原則，無分族裔的用人唯才，都大大的加強其統治的基礎與合法性。
蒙古的狂潮很大一部分建築在其機動性上，對花剌子模的戰役中，蒙古軍隊優異的騎射能力，將笨重的花軍徹底擊潰，由於蒙古深知其人數的劣勢，故採取極為殘酷的戰後處理，大抵上無條件投降者生，略加抵抗者死，而且為了立威與恫嚇其他地區，甚至完全不曾抵抗的城市，也可能被徹底毀滅，這是極端的心理戰，抵抗蒙古顯然沒有利益可言，但與蒙古合作，加入蒙古軍隊卻反倒有加官進爵的機會，鞭子與胡蘿蔔政策是蒙古成功的主因。但這種狂潮純粹是軍事上的，一旦軍事征服結束，統治者一樣要面對民眾，這時候沒有政治概念的蒙古人，就只能接受舊有的制度，於是波斯、阿拉伯的蒙古人變成伊斯蘭教徒，統治東方金與宋的忽必烈則傾心漢學。用比較簡單的說法是，蒙古統治亞洲，亞洲融合蒙古。但無論如何，蒙古在軍事上的成功前無古人，至今也未出現後繼者。
相比起歐洲在戰爭藝術的發展，蒙古的領袖成吉思汗提供實際的例子。成吉思汗與他的子孫們的成功，是建基於運動與恐懼，他的戰略攻擊是瞄準敵方民眾的心理。在持續而仔細地運用這個戰略，成吉思汗與他的繼承者才可以征服歐亞大陸的大部份地區。
成吉思汗的軍隊和戰略是由部族弓騎兵與眾多蒙古牧馬而組成，每個弓兵至少都擁有兩匹馬，大約平均每人五匹馬，所以整隊軍隊都可以高速移動。再加上蒙古的菜單上，馬奶與馬血都是重要部份，所以成吉思汗的牧馬可以同時作為移動及後勤工具。
因此對比起蒙古的軍隊，其他的軍隊顯得比較笨重和遲鈍，透過運動與連續攻勢，以致中國內地、波斯、阿拉伯和歐洲的軍隊完全無抵抗之力。
當面對城塞時，蒙古的運動與速度的戰略會受到極大阻礙。此時蒙古軍隊就會使用比較陰險的技巧，如原始的生化武器，利用投石器等的彈道武器會使用死去的動物屍體投進城市中，散播病菌。如果特定城市拒絕投降，攻下城塞之後殺盡全城的人民以作威嚇，這是心理戰。
上述所提及的蒙古戰略，都是建基於對重心的攻擊，尤其是對於心理上的重心。亦可以歸納入集中、運動、奇襲及簡單，這四個要點，所以蒙古大軍當時才可在歐亞地區稱霸。

### 二戰間期的發展
一次大戰之後，飛機與坦克成為戰略研究的重點。例如義大利的杜黑就提出《制空論》，認為飛機帶來的空權就會決定未來的戰爭。杜黑也提出戰略轟炸的概念：利用飛機空中轟炸瓦解敵國的經濟力量與人民意志。
電報與無線電大幅改善通訊，運輸技術也強化大量人力的動員。另一方面，軍官能有效控制的士兵人數卻下降。軍隊人數的增加導致軍官的需求增加。

### 二次大戰
同盟國大量使用欺敵戰略，成功誤導軸心國。另一方面，大戰略也在二次大戰中大大的發揮。在戰爭結束之前，美國與蘇聯雙方就已各自在計劃戰後和平的管理與國際關係（例如德國事務）。這時的大戰略決定後來冷戰時期的局勢。

### 冷戰
二次大戰核武器的發展，使類似相互保證毀滅的嚇阻理論成為冷戰的主要戰略。美國與蘇聯雙方各自驚人的核武器使得雙方不敢直接衝突，而第三世界的武力則被兩大強權控制，時常發生「代理戰爭」。
冷戰的戰略思想在這樣的嚇阻理論主導之下，研究所謂「第一擊」、「第二擊」、「有限的第一擊」、代理戰爭等等。另一項重點則是在國際經濟與意識形態上的對抗。

### 冷戰之後
冷戰之後進入美國成為單一「超級強權」的時代。在這時美國的戰略著重在利用科技減少傷亡，提升效率。例如利用資訊科技的「以網路為中心的作戰」。

## 軍事學家
- 朱利奧·杜黑
- 李靖
- 馬漢
- 戚繼光
- 孫臏
- 孫武
- 诸葛亮
- 曹操
- 司马懿
- 吳起
- 許洞
- 岳飛
- 蒂雷納子爵
- 卡爾·馮·克勞塞維茨
- 海因茨·威廉·古德里安
- 埃爾溫·隆美爾
- 埃里希·冯·曼施坦因
- 威廉·米切爾
- 尉繚
- 戈爾什科夫
- 腓特烈二世 (普魯士)
- 赫爾穆特·卡爾·貝恩哈特·馮·毛奇
- 鈕先鍾